# Marc Romani
Marc Romani est un directeur de la photographie français.